# 대한민국의 국민투표
대한민국의 국민투표는 1954년 제2차 헌법개정에서 주권의 제약과 영토의 변경을 가져올 중대사항에 대해 도입된 것이 그 최초이다. 제3차 개헌에서는 국민투표제에 관련된 조항이 삭제되었으나, 1962년 제5차 개헌에서 헌법개정에 한해 다시 채택되었다. 1972년 제7차 개헌에서는 대통령이 제안한 헌법개정안과 대통령이 부의한 국가의 중요정책에 대해서, 1987년 제9차 개헌에서는 헌법개정안과 대통령이 부의한 국가의 중요정책에 대해서 국민투표제가 채택되었다.
국회가 의결한 헌법개정안은 국회가 의결한 후 30일 이내에 국민투표에 부쳐 국회의원 선거권자 과반수의 투표와 투표자 과반수의 찬성을 얻으면 확정되며(제130조 제2항), 대통령은 필요하다고 인정할 때는 외교·국방·통일, 기타 국가안위에 관한 중요정책을 국민투표에 부칠 수 있다(제72조).
현재는 국민투표를 법적으로 시행할 수 없다. 2014년 7월 24일 헌법재판소는 국민투표법 제14조 제1항 내용 일부에 대해 헌법불합치 결정을 내렸으나, 이후 별다른 개정 소식 없이 2016년 1월 1일부로 효력을 상실했기 때문이다.

## 역대 국민투표
| 차수 | 공고일           | 투표일           | 투표인수   | 투표수 (투표율)    | 찬성수 (찬성률)    | 결과 | 사유     |
| ---- | ---------------- | ---------------- | ---------- | ------------------ | ------------------ | ---- | -------- |
| 1    | 1962년 12월 6일  | 1962년 12월 17일 | 12,412,798 | 10,585,998 (85.3%) | 8,339,333 (78.8%)  | 가결 | 헌법개정 |
| 2    | 1969년 10월 8일  | 1969년 10월 17일 | 15,048,925 | 11,604,038 (77.1%) | 7,553,655 (65.1%)  | 가결 | 헌법개정 |
| 3    | 1972년 10월 31일 | 1972년 11월 21일 | 15,676,395 | 14,410,714 (91.9%) | 13,186,559 (91.5%) | 가결 | 헌법개정 |
| 4    | 1975년 2월 5일   | 1975년 2월 12일  | 16,788,839 | 13,404,245 (79.8%) | 9,800,201 (73.1%)  | 가결 | 정부신임 |
| 5    | 1980년 10월 15일 | 1980년 10월 22일 | 20,373,869 | 19,453,926 (95.9%) | 17,829,354 (91.6%) | 가결 | 헌법개정 |
| 6    | 1987년 10월 17일 | 1987년 10월 27일 | 25,619,648 | 20,028,672 (78.2%) | 18,640,625 (93.1%) | 가결 | 헌법개정 |